# Aqua
Aqua és el nom comercial de l'aparença de la interfície gràfica d'usuari del sistema operatiu Mac OS X d'Apple.
El tema Aqua i la interfície d'usuari es va introduir per primera vegada en la Macworld Conference & Expo al gener del 2000 a San Francisco. La primera aparició d'Aqua en un producte comercial va ser en l'alliberament de juliol del 2000 d'iMovie 2.
Els elements del disseny fan uniforme l'aspecte de la majoria de les aplicacions del Mac OS X. La seva meta és "incorporar el color, profunditat, translúcid, i textures complexes visualment atractives" en aplicacions del Mac OS X. Encara que Aqua és la interfície d'usuari completa, dues característiques notables d'Aqua són botons tipus gel (com els de color vermell, groc i verd que controlen la finestra), i un Dock, el qual facilita el llançament i navegació entre aplicacions.
Aqua és el successor de Platinum, que va ser usat en Mac OS 8 i 9.

## Evolució
Gran part del disseny original d'Aqua tenia la intenció de complementar l'aspecte translúcid de dos tons del maquinari contemporani d'Apple, principalment la iMac bondi blue original. El 2003 i 2004, Apple va canviar a la utilització de Brushed metall en el seu disseny industrial (com amb els Apple Cinema Displays d'alumini); en conseqüència Aqua va canviar, incorporant l'aparença addicional brushed metall mentre desenfatizaven el fons de ratlles fines i els efectes de transparència. En anys recents, però, l'aparença brushed metall també ha estat abandonada, a favor del plàstic blanc semi reflectiu, similar al disseny industrial de l'iPod original. Aquesta combinació d'estils una mica incompatibles ha estat controvertida en la comunitat d'usuaris de Mac OS X. Apple va substituir aquests estils incompatibles amb la introducció de Mac OS X Leopard.

## Característiques d'Aqua
Aqua té a Exposé que és una característica de Mac OS X que facilita la manera de gestionar les finestres obertes, exposant-les totes en un mosaic de miniatures.
Existeixen dos estils principals per Aqua. El defecte és l'Standard pinstriped en què l'aparença general imita el cristal·lí i els botons són tridimensionals i amb reflexos com bombolles. El segon, Brushed Metall, és un entorn en una gamma de grisos metàl·lics en la qual els botons s'encaixen a la pantalla. També hi ha altres opcions visuals en les quals la interfície és més plàstica.
Cada llançament successiu del sistema Mac OS X, porta millores en Aqua, com ara gammes de colors i efectes d'escriptori. En general, també hi ha hagut un moviment cap a fer servir els sidebars, que ara apareixen en molts usos d'Apple.

## Tipografíes
Apple usa el tipus de lletra Lucida Grande com el tipus estàndard del sistema en diverses mides. Algunes àrees del sistema operatiu fan servir una altra família tipogràfica, Helvética.

## Animació
Aqua fa constant l'ús de l'animació. Els exemples inclouen:
- Moviment de les icones en prémer en ells.
- Les icones del Dock augmenten de mida amb el cursor damunt d'ells.
- En minimitzar, les finestres són "aspirades" al Dock.
- Els widgets de l'escriptori apareixen amb un efecte de "ondulació". En llevar-ho, s'aspiren com les finestres

## Sistemes semblants a Aqua
Hi ha una sèrie d'utilitats, aplicacions i tècniques utilitzades per "emular" la interfície Aqua en sistemes diferents al Mac OS X. Un exemple d'utilitat per a GNU / Linux és kompose/skippy, ksmoothdock/gkrellm/SuperKaramba. Al Windows XP és possible emprar "packs" d'emulació, compilacions que inclouen fitxers especialment dissenyats per modificar l'aparença del sistema. Un exemple molt popular és el pack conegut com a "FlyakiteOSX".